# هنگ ۱۶۰ عملیات ویژه
هنگ ۱۶۰ عملیات ویژه (انگلیسی: 160th Special Operations Aviation Regiment) هنگ نیروهای ویژه نیروی زمینی ایالات متحده آمریکا و تحت امر ستاد فرماندهی عملیات ویژه نیروی زمینی ایالات متحده آمریکا است، که در سال ۱۹۸۱ تأسیس شد. ستاد فرماندهی و پادگان این یگان در شهر فورت کمبل، کنتاکی قرار دارد. هنگ ۱۶۰ وظیفه طراحی و اجرای عملیات کشتن اسامه بن لادن را برعهده داشت.
هنگ ۱۶۰ عملیات ویژه یک نیروی عملیات ویژه ارتش ایالات متحده است که پشتیبانی هوایی بالگرد را برای نیروهای عملیات ویژه فراهم می‌کند. ماموریت‌های اصلی این یگان شامل حمله، تهاجم و شناسایی بوده و این ماموریت‌ها اغلب در شب، با سرعت بالا، ارتفاع کم و در کوتاه‌ترین زمان ممکن انجام می‌شوند.
این هنگ متشکل از برخی از بهترین خلبانان، فرماندهان خدمه و سربازان پشتیبانی ارتش است. افسران همگی داوطلب هستند، سربازان وظیفه نیز داوطلب می‌شوند یا توسط فرماندهی منابع انسانی ارتش ایالات متحده منصوب می‌شوند. تا سال ۲۰۱۳، فقط مردان اجازه داشتند در هنگ ۱۶۰، خلبان باشند.
پس از پیوستن به هنگ ۱۶۰، همه سربازان به "دسته سبز" منصوب می‌شوند، جایی که آنها آموزش‌های فشرده‌ای در "روش‌های پیشرفته پنج مهارت اساسی رزمی: امدادگر، ناوبری زمینی، فنون رزمی، سلاح‌ها و کار تیمی" دریافت می‌کنند.